# Avenue Théodore-Rousseau
L'avenue Théodore-Rousseau est une voie du 16e arrondissement de Paris, en France.

## Situation et accès
L'avenue Théodore-Rousseau est une voie publique située dans le 16e arrondissement de Paris. Elle débute au 2, place Rodin et se termine au 29, rue de l'Assomption pour une longueur de 120 m de long.
Le quartier est desservi par la ligne 9, aux stations Jasmin et Ranelagh.

## Origine du nom

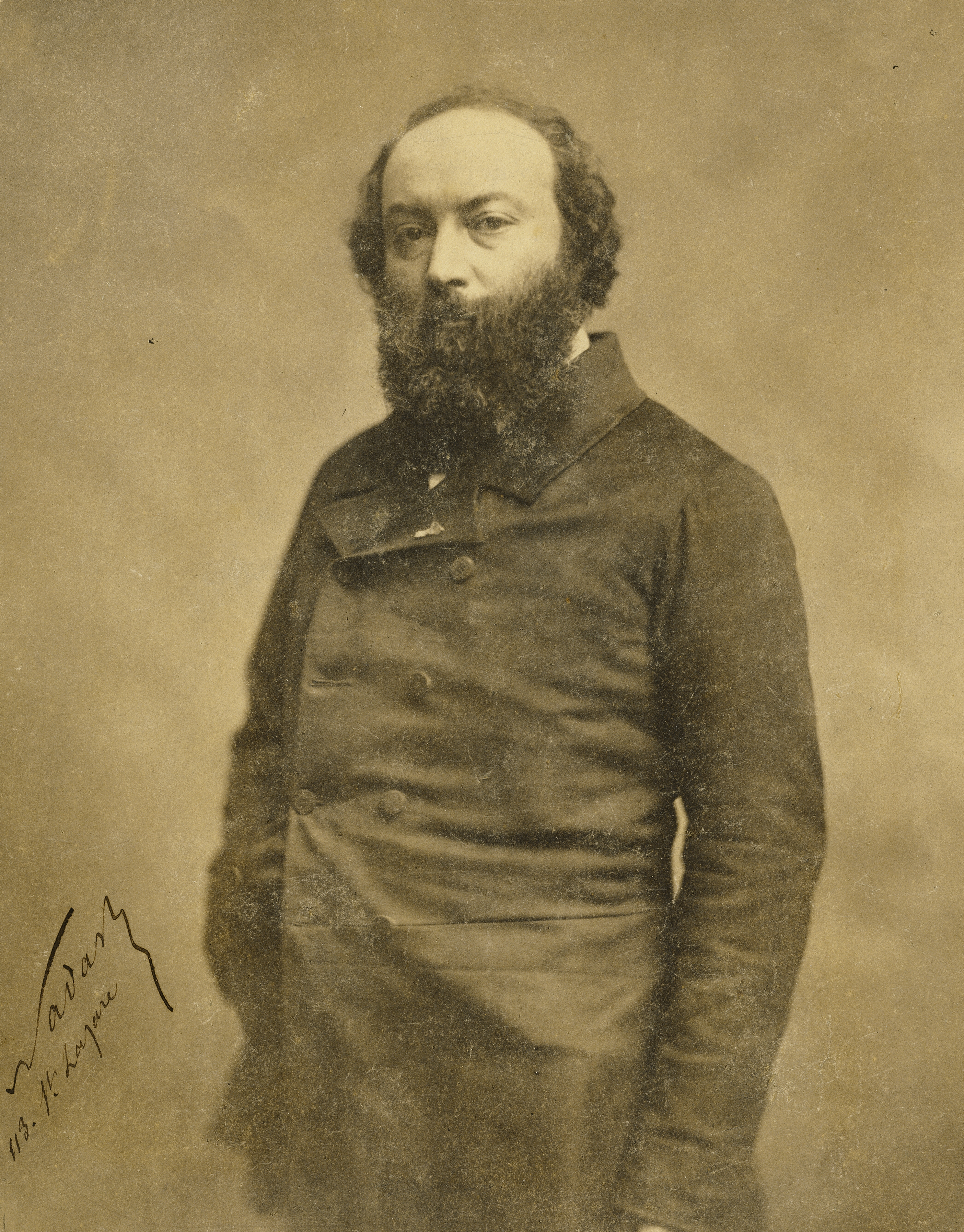
Théodore Rousseau.

Elle porte le nom du peintre et dessinateur français Théodore Rousseau (1812-1867).

## Historique
Cette voie est ouverte sur les terrains de l'ancien couvent des religieuses de l'Assomption par un arrêté du 13 août 1928 et prend son nom actuel par un décret du 18 juillet 1929.